# Stanislas Verwilghen
Stanislas Jean François Verwilghen, né le 20 avril 1829 à Saint-Nicolas (Flandre-Orientale) et mort dans cette ville le 26 octobre 1907, est un homme politique belge, membre de la Chambre des Représentants de Belgique.

## Biographie
Stanislas Verwilghen est né le 20 avril 1829, fils du député Pierre-Antoine Verwilghen et de Jeanne Hemelaer.
En 1856 il obtient un doctorat en droit et un doctorat en sciences politiques et sociales à l'Université catholique de Louvain. Il s'établit comme avocat (1856-1889) à Sint-Niklaas.
En 1857, il est élu député du parti catholique pour l'arrondissement de Sint-Niklaas et occupe ce mandat jusqu'en 1898.
Le 8 octobre 1861 il épouse Josépha Goris, fille de Gaspard Goris et Sophie Kums, leur fils Alphonse nait le 28 novembre 1862.
Il a également été président fondateur de la Banque Populaire du Pays de Waes, Verwilghen, Wauters et Cie.
Il décède à Sint-Niklaas le 26 octobre 1907 à l'âge de 78 ans.